# Guido de Vico
Guido de Vico (también Guido da Vico o Guido Pisano, fallecido en Roma, 15 de agosto de 1150) fue un cardenal italiano. Nació en la familia de los condes de Caprona (cerca de Pisa), hijo de Ugone.

## Biografía
Fue creado cardenal diácono por el papa Inocencio II en un consistorio de 1130 y tenía el título de cardenal diácono de los santos Cosme y Damián. Fue canciller de la Santa Iglesia Romana y legado papal en Milán, Verona, Francia y Alemania. Asistió como representante de la Santa Sede en Zamora a la firma del tratado de Zamora por Alfonso VII de León y Alfonso Henriques, conde de Portugal, que se convirtió así en el primer rey de Portugal con el nombre de Alfonso I. Murió en Roma el 15 de agosto de 1150 y su cuerpo fue enterrado en la iglesia de su diaconía, la Basílica de los santos Cosme y Damián.

## Elecciones papales
Durante su cardenalato Guido de Vico participó en las siguientes elecciones papales:
- Elección papal de 1143 que eligió a Celestino II.
- Elección papal de 1144 que eligió a Lucio II.
- Elección papal de 1145 que eligió a Eugenio III.